# Bella Center

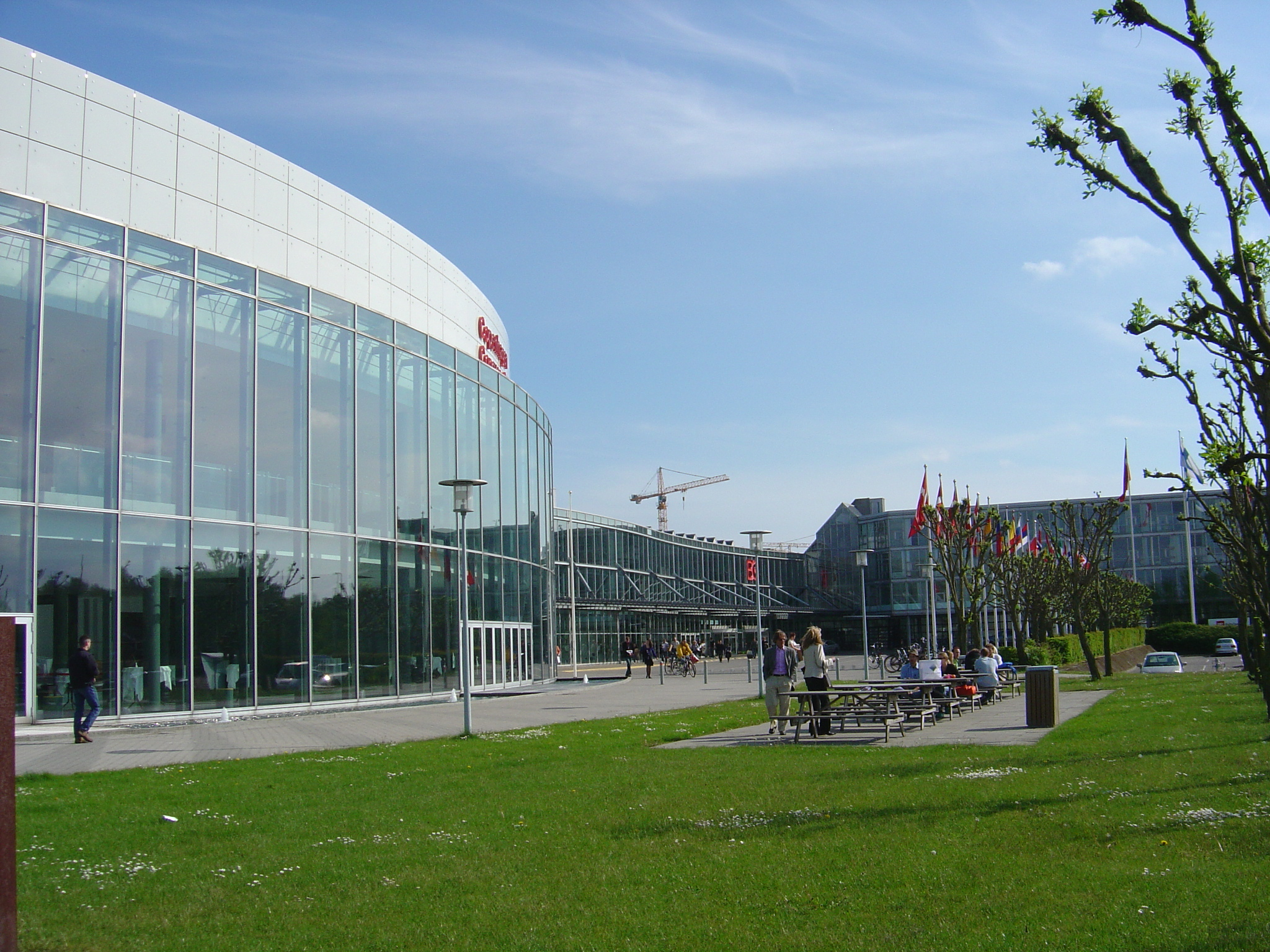
Bella Center

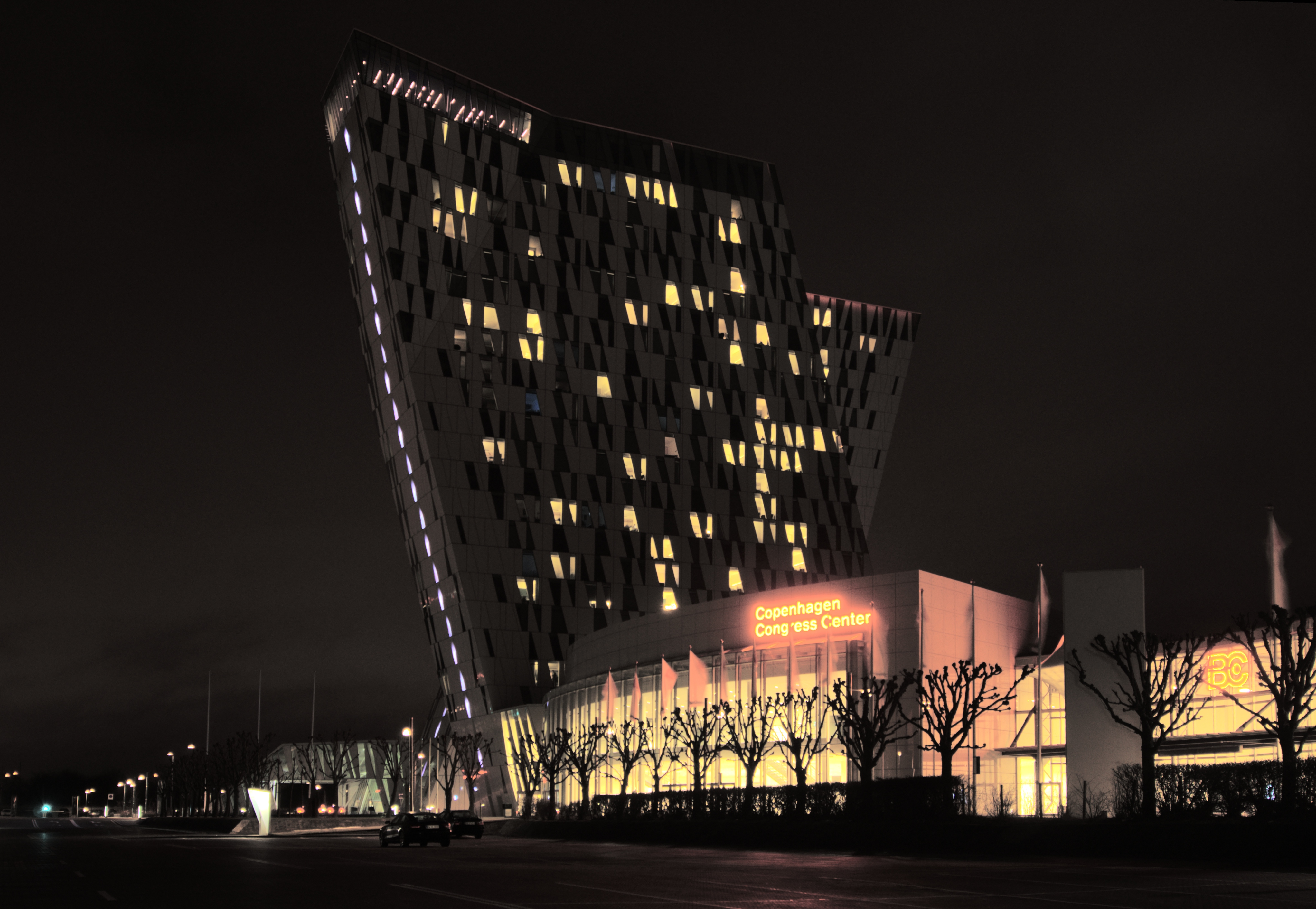
Das Bella Center bei Nacht

Das Bella Center ist Skandinaviens größtes Ausstellungs- und Konferenzzentrum. Es befindet sich im Stadtteil Ørestad der dänischen Hauptstadt Kopenhagen, zwischen dem Stadtzentrum und dem Flughafen Kopenhagen. Das ursprüngliche Bella Center wurde von Erik Møller geplant und im Jahr 1965 eröffnet. Zwischen 1973 und 1975 erfolgte der Neubau am heutigen Standort. Sowohl 2000 als auch 2009/10 wurde der Komplex erweitert; die Gesamtfläche der Innenräume beträgt nun 121.800 Quadratmeter, wobei sich bis zu 20.000 Personen gleichzeitig im Haus aufhalten können. Die markantesten Gebäude sind die beiden 23-geschossigen Türme des Bella Sky Hotel. 
Das ursprüngliche Center wurde 1975 in „Grøndal Centret“ umbenannt und wird seitdem als Sportstätte genutzt.

## Wichtige Veranstaltungen
- 1993: Europäischer Rat
- 2002: Europäischer Rat
- 2006: MTV Europe Music Awards 2006
- 2009: UN-Klimakonferenz in Kopenhagen
- 2012: Bogforum
- 2013: European SharePoint Conference[1]

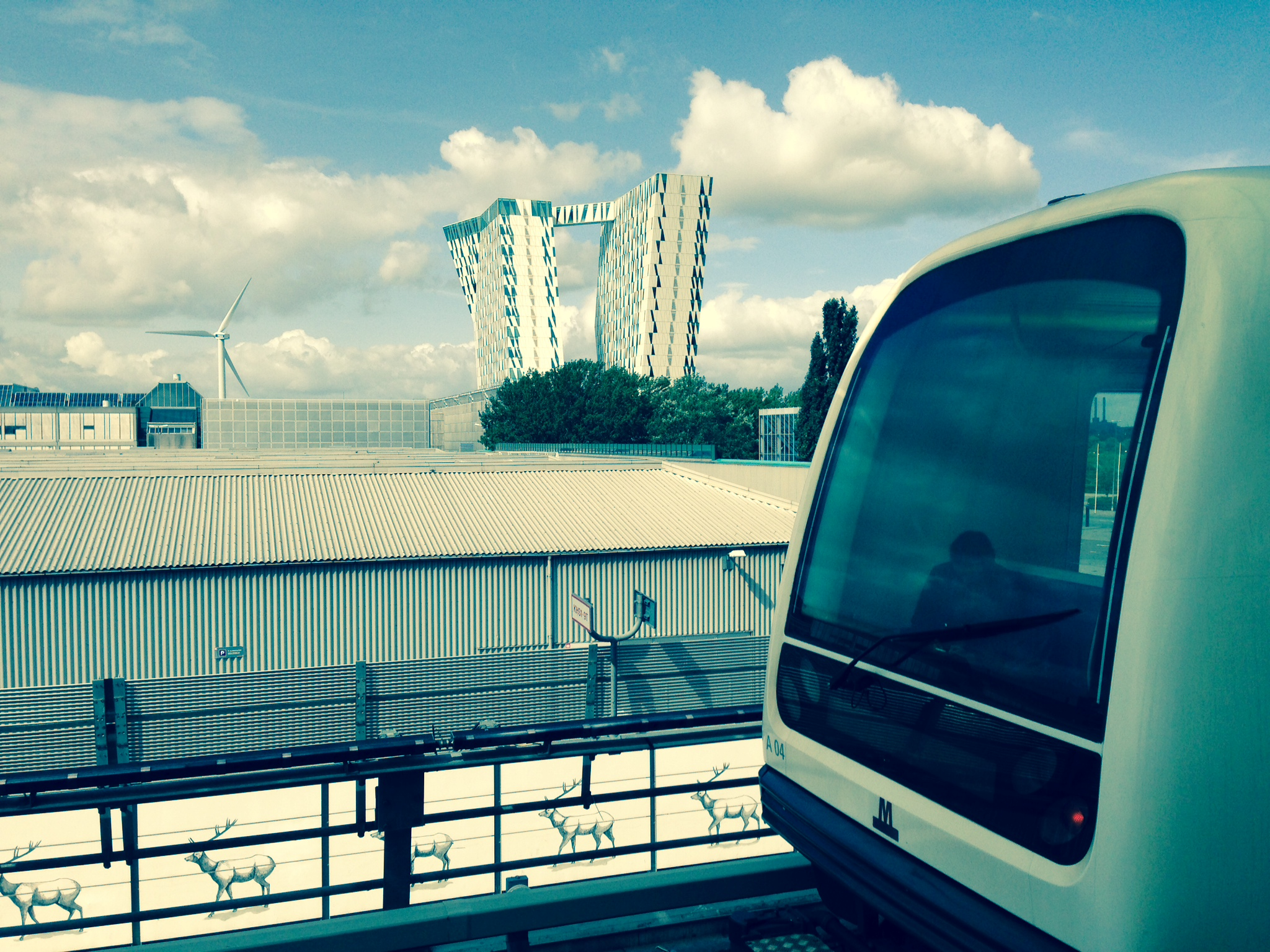
Bella Center Station, Copenhagen

- 2013: CIRP 2013
- 2017: Scala Days in Kopenhagen
- 2022: SETAC Copenhagen[2]

## Verkehrsanbindung
Wenige Meter östlich vom Bella Center befindet sich die Haltestelle Bella Center der Linie M1 der Metro Kopenhagen.